# Contact (Boney James)
Contact è il tredicesimo album in studio del sassofonista statunitense Boney James, pubblicato il 29 marzo 2011.

## Tracce
1. Contact – 3:51
2. Close to You – 4:15
3. Spin – 4:20
4. When I Had the Chance – 4:06
5. Cry – 4:09
6. That Look on Your Face – 4:48
7. Deep Time – 4:57
8. I'm Waiting – 4:13
9. There and Back – 5:10
10. Everything Matters – 5:00